# Hinter Fiescherhorn
Le Hinter Fiescherhorn est un sommet culminant à 4 024 m d'altitude dans les Alpes bernoises. Son accès se fait par le refuge Mönchsjoch (3 657 m).